# Pitka voda
Pitka voda je voda visoke kakvoće prikladna za ljudske potrebe. Pitka voda je prikladna za piće te za pripravu hrane.
Na Zemlji postoje veoma male količine pitke vode, te stoga pojedine države imaju trajni nedostatak pitke vode. Ako se one nalaze uz more, slanu vodu moguće je preraditi u pitku.
Svake godine zbog nedostatka pitke vode umre 3 milijuna djece mlađe od 5 godina.
U pitkoj vodi se ne smiju nalaziti mikroorganizmi, te bi trebala sadržavati male količine mineralnih tvari. 
Najčešći minerali u pitkoj vodi su kalcij-, magnezij, karbonata-, hidrogenkarbonata- te sulfatovih-iona.

## Obrada vode
Obrada vode obuhvaća niz postupaka kako bi se voda mogla primijeniti za konačnu upotrebu, a to može biti pitka voda, napojna voda za termoelektrane, rashladna ili protupožarna voda za industrijska postrojenja, voda za medicinsku i ostalu upotrebu, voda za domaćinstva, komunalna otpadna voda, industrijska otpadna voda ili posebna otpadna voda. Cilj obrade vode je uklanjanje onečišćivača iz vode, ili smanjivanje koncentracije onečišćivača kako bi bila primjenjiva za upotrebu. Konačno tako obrađena voda se mora vratiti u prirodni okoliš bez negativnih ekoloških utjecaja.
Obrada ili pročišćavanje vode se može podijeliti na 3 glavne skupine, i to: mehaničko pročišćavanje (taloženje, filtracija, povratna osmoza), kemijsko pročišćavanje (dezinfekcija, flokulacija) i biološko pročišćavanje (ozračivanje vode, taložnice za organske primjese, taložnice za pijesak, prerada i korištenje mulja).

## Poveznice
- Obrada vode
- Pročišćavanje vode

## Vanjske poveznice
- Hrvatska grupacija vodovoda  Arhivirana inačica izvorne stranice od 18. prosinca 2008. (Wayback Machine)
- Hvarski vodovod
- Svjetski dan voda: Zalihe pitke vode se smanjuju  Arhivirana inačica izvorne stranice od 25. ožujka 2011. (Wayback Machine)